# ساطع عبدالناصر
ساطع عبدالناصر (انگلیسی: Satea Abdelnasser؛ زادهٔ ۱۱ سپتامبر ۱۹۹۳) یک ورزشکار است.
وی همچنین در تیم ملی فوتبال Qatar U23 National Team بازی کرده است.